# Po pojas v nebe
Po pojas v nebe (in russo: По пояс в небе; in italiano: A volte nel cielo) è il quarto album in studio del cantautore russo Nikolaj Noskov, pubblicato il 7 marzo 2006.
I brani del disco sono tutti scritti dallo stesso Noskov.

## Tracce
1. По пояс в небе (Po pojas v nebe) – 5:25
2. А на меньшее я не согласен (A na men'shee ja ne soglasen) – 4:20
3. Я не верю (Ja ne veru) – 4:50
4. Побудь со мной (Pobud' so mnoi) – 4:31
5. Зачем (Zachem) – 5:47
6. Тальяночка (Tal'yanochka) – 4:38
7. Любовь и еда (Lubov' i eda) – 3:39
8. Иду ко дну (Idu ko dnu) – 3:35
9. Фенечка (Fenechka) – 4:30
10. Спасибо (Spasibo) – 5:08

## Formazione
- Arik Mrktychan, Pavel Vinogradov - basso
- Aleksandr Ramus, Igor Homich - chitarra
- Sergey Efimov - batteria
- Edson Petruhin, Ilya Panteleev - percussioni
- Robert Juldashev - flauto
- Jurij Usol'cev - accordi tastiera e violoncello